# Norddeutsche Eishockeymeisterschaft 1931
Die Norddeutsche Eishockeymeisterschaft 1931 war die erste Meisterschaft des Norddeutschen Eissportverbandes. Sie wurde vom 6. bis 8. Februar 1931 ausgespielt. An der Meisterschaft nahmen drei Mannschaften aus Hamburg sowie eine Mannschaft aus der damals eigenständigen Stadt Altona teil. Meister wurde etwas überraschend der Tennisverein Horn und Hamm.

## Teilnehmer
- Altonaer Schlittschuhläuferverein von 1893
- Hamburger Eislauf-Verein von 1922 (ging 2015 im Hamburger SV auf)
- Hamburger Schlittschuhläuferverein von 1881
- Tennis-Verein von Horn und Hamm (heute THC Horn Hamm)

## Spiele
| 6. Februar 1931 20:15 Uhr | Altonaer SV | 4:0 (1:0, 3:0, 0:0) | Hamburger Schlittschuhlauf-Verein | Eisbahn an der Allee, Altona |

| 7. Februar 1931 20:15 Uhr | THC Horn und Hamm | 2:0 (1:0, 0:0, 1:0) | Altonaer SV | Eisbahn an der Rothenbaumchaussee, Hamburg |

| 7. Februar 1931 20:15 Uhr | Hamburger Eislauf-Verein | 5:1 | Hamburger Schlittschuhlauf-Verein | Eisbahn an der Allee, Altona |

| 8. Februar 1931 10:15 Uhr | THC Horn und Hamm Klein (2) Moll (2) Wittenburg | 5:0 (1:0, 1:0, 3:0) | Hamburger Schlittschuhlauf-Verein | Eisbahn am Grevenweg, Hamburg |

| 8. Februar 1931 10:15 Uhr | Altonaer SV | 7:1 (1:1, 3:0, 3:0)) | Hamburger EV | Eisbahn an der Allee, Altona |

| 8. Februar 1931 15 Uhr | THC Horn und Hamm | 2:0 | Hamburger Eislauf-Verein | Rothenbaum, Hamburg |

## Tabelle
| Rang |                   | Sp | S | U | N | Tore  | Pkt |
| ---- | ----------------- | -- | - | - | - | ----- | --- |
| 1.   | THC Horn und Hamm | 3  | 3 | 0 | 0 | 09:0  | 6:0 |
| 2.   | Altonaer SV       | 3  | 2 | 0 | 1 | 11:03 | 4:2 |
| 3.   | Hamburger EV      | 3  | 1 | 0 | 2 | 06:10 | 2:4 |
| 4.   | Hamburger SV      | 3  | 0 | 0 | 3 | 01:14 | 0:6 |

Abkürzungen: Sp = Spiele, S = Siege, U = Unentschieden, N = Niederlagen, Pkt: Punkte